# D-AMPS

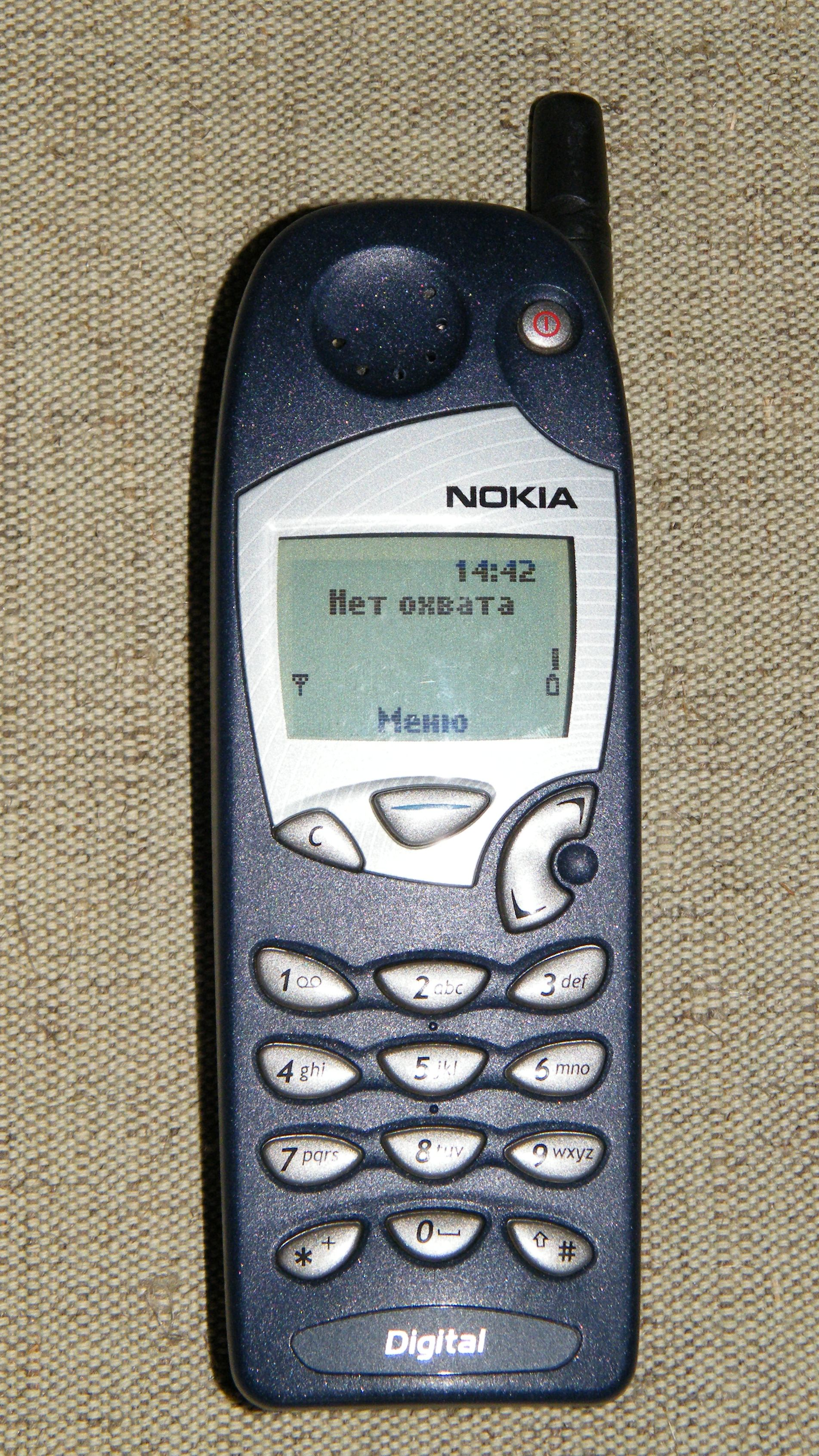
Nokia 5125 DAMPS

D-AMPS (Digital-Advanced Mobile Phone Service) – druga generacja cyfrowej technologii transmisji TDMA. TDMA operowało w Ameryce Północnej w pasmach PCS 800 MHz i 1.9 GHz. Znane także pod nazwą IS-136 oraz IS-54.